# 多切斯 (北卡羅萊納州)
多切斯（英語：Dortches）是一個位於美國北卡羅萊納州納什縣的城鎮。

## 人口
根據2020年美國人口普查的數據，多切斯的面積為20.95平方千米，皆為陸地。當地共有人口1082人，而人口密度為每平方千米52人。